# Dariał
Dariał (ros. Дарьял) – radziecki antybalistyczny radar wczesnego ostrzegania ze skanowaniem fazowym. Kod NATO Pechora. Składał się z odbiornika Wołga i nadajnika umieszczonych w oddzielnych budynkach w odległości ok. 1,5 km od siebie. Odbiornik miał wymiary 80×80 m, nadajnik 30×40 m. Radar typu Dariał miał oznaczenie 5N79.

## Historia[2]

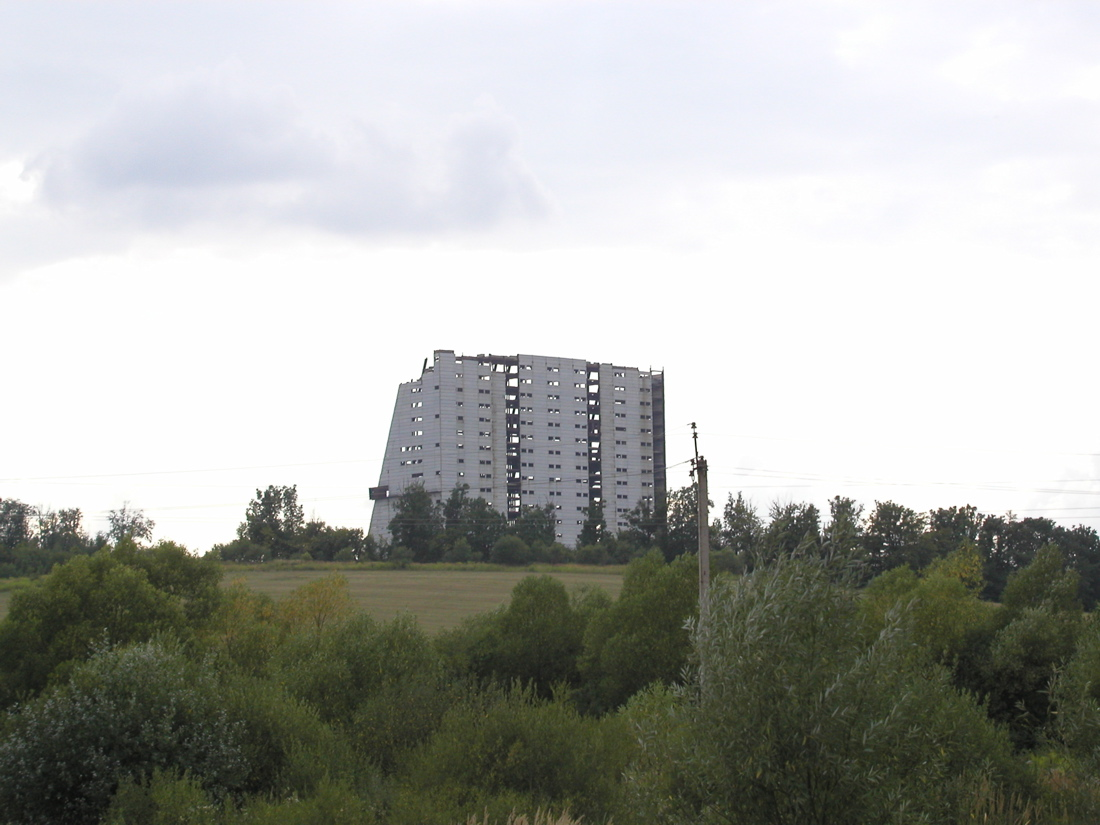
Ruiny budynku odbiornika Dariał w Pistrialowie, obecnie wyburzonego

Pierwszy − eksperymentalny − radar tego typu został zbudowany w Oleniegorsku w Obwodzie Murmańskim w 1975 roku. Była to instalacja składająca się tylko z odbiornika typu Dariał. Funkcję nadajnika pełnił radar Dniestr-M. Po zakończeniu testów, model eksperymentalny został zmodyfikowany i zmienił nazwę na Dariał-U, z osobnymi antenami nadawczymi i odbiorczymi ze skanowaniem fazowym, działającymi w zakresie fal VHF.
W 1977 rozpoczęto budowę radaru w Qəbələ. Do służby wszedł w 1985 roku. Budowę zakończono w 1987 roku. Po uzyskaniu niepodległości, Azerbejdżan wydzierżawił Rosji radar, żądając za nią 15 mln dolarów rocznie. 25 stycznia 2002, rządy Rosji i Azerbejdżanu podpisały umowę dotyczącą zasad i warunków korzystania z radaru, ustalając roczny czynsz na kwotę 7 mln dolarów. Umowa została zawarta na 10 lat (do 2012 roku). Radar obejmuje swoim zasięgiem terytorium Arabii Saudyjskiej, Iraku, Iranu, i Afrykę wschodnią. Podczas operacji Pustynna Burza w 1991 roku zarejestrowała wszystkie z 302 startów pocisków amerykańskich. W 2007 roku, w związku z planami budowy elementów amerykańskiego systemu obrony antybalistycznej (BMD) w Europie centralnej, Władimir Putin zaproponował prezydentowi USA wspólne wykorzystanie radaru w Kabali w zamian za odstąpienie od budowy bazy pocisków antybalistycznych GBI w Polsce i radaru XBR Czechach.
W 1978 roku rozpoczęto budowę radaru w Peczorze w Republice Komi. Budowa została zakończona w 1983 roku, a 20 stycznia 1984 radar uruchomiono.
W 1979 roku rozpoczęto budowę radaru Dariał-U w Usole Syberyjskie w okolicach Irkucka. Budowę ukończono w 1984 roku. W 1999 roku radar został przekazany Rosyjskiej Akademii Nauk i pełnił funkcję cywilną. 21 lipca 2011 został wyburzony.
W 1983 roku została rozpoczęta budowa radaru w Kraju Krasnojarskim. Początkowo planowano zlokalizować instalację w Norylsku lub Jakucku lecz zrezygnowano ze względu na wysokie koszty i niewystarczające źródła energii. Ostatecznie wybrano okolice Krasnojarska nieopodal wsi Szapkino. Nową miejscowość zbudowaną dla personelu stacji nazwano Jenisejsk-15. Instalacja radaru w Jenisejsku-15 naruszała postanowienia traktatu ABM pomiędzy USA i ZSRR z 1972 roku, który zabraniał budowy tego typu instalacji w głębi kraju. Przez ukończeniem, budowa została wstrzymana w 1987 roku, a w 1989 roku podjęto decyzję o demontażu stacji. Poniesione koszty budowy wyniosły na 1 stycznia 1987 ponad 300 mln rubli. Obecnie Jenisejsk-15 zamieszkują kobiety opuszczone przez mężów, którzy zostali przeniesieni w wyniku likwidacji stacji do odległych jednostek wojskowych. W 2011 radar całkowicie zdemontowano
W 1985 roku rozpoczęto budowę radaru Dariał-UM w pobliżu Skrundy w miasteczku wojskowym Skrunda-2 obok istniejących już radarów Dniestr i Dniepr. Radar Dariał-UM został zaprojektowany do współpracy z radarami Dniestr i Dniepr. Udało się jedynie częściowo zbudować odbiornik. Budowa nadajnika nie została nawet rozpoczęta. Po uzyskaniu niepodległości przez Łotwę, radar był nadal pod kontrolą rządu Rosji, ale na zasadach dzierżawy, której koszt wynosił 5 mln dolarów rocznie. Latem 1994 roku został ogłoszony przetarg na rozbiórkę radaru. Przetarg wygrała amerykańska firma Controlled Demolition Inc., która 5 maja 1995 wyburzyła instalację w Skrundzie. Koszt wyburzenia wyniósł 6,2 mln dolarów.
Jednocześnie z budową instalacji w Skrundzie, rozpoczęto w 1986 budowę w okolicy Baranowicz w celu kontroli terytorium Niemiec. Budowa została jednak wstrzymana, a następnie wznowiona w 1999 roku po likwidacji radaru w Skrundzie. W pobliżu stacji wybudowano miasteczko wojskowe Kleck-2 (obecnie Aziareczcza) dla personelu. 6 stycznia 1995 została zawarta umowa pomiędzy Białorusią a Rosją, regulująca zasady używania tej instalacji. Nie przewiduje ona żadnych opłat ze strony Rosji w zamian za redukcję długu Białorusi wobec Rosji. W 2003 roku stacja w Baranowiczach weszła do służby.
W 1986 roku rozpoczęto budowę w Pistrialowie koło Mukaczewa. Stacji nigdy nie uruchomiono i została rozebrana. Obecnie w jej miejscu znajduje się gruzowisko po wyburzeniu budowli.
Radar w Bałchaszu-9 został wybudowany w 1992 roku. Po uzyskaniu niepodległości przez Kazachstan, został wydzierżawiony Rosji jeszcze w trakcie budowy. 17 września 2004 w sekcji odbiorczej wybuchł pożar, który zniszczył całą instalację. Radar został rozebrany w 2011.
Z końcem czerwca 2020 roku premier Rosji Michail Miszustin zgodził się na propozycję dotyczącą wypowiedzenia umowy z Kazachstanem w sprawie użycia radaru Bałchasz w rosyjskim systemie ostrzegania przed atakami rakietowymi. Federacja  Rosyjska w związku z tym, że funkcje radaru pokrywają się z możliwościami radarów nowej generacji, radaru Bałchasz już nie potrzebuje. Zamknięcie stacji oznacza przemianę regionu Balchasz-9 w opuszczoną bazę, ponieważ Kazachstan nie planuje już z niego korzystać

## Lokalizacja
| Oznaczenie stacji | Położenie                         | Współrzędne | Typ radaru |
| ----------------- | --------------------------------- | --- | ---------- |
| RO-1              | Oleniegorsk, Rosja                | 68°06′59,63″N 33°55′08,69″E/68,116564 33,919081 odbiornik                                                              | Dariał     |
| RO-2              | Skrunda-2, Łotwa                  | 56°43′40,92″N 21°58′58,10″E/56,728033 21,982806 odbiornik                                                              | Dariał-UM  |
| -                 | Aziareczcza, Białoruś             | 52°49′59,95″N 26°28′31,83″E/52,833319 26,475508 nadajnik 52°51′41,98″N 26°28′02,88″E/52,861661 26,467467 odbiornik     | Wołga      |
| RO-5              | Pistrialowo k. Mukaczewa, Ukraina | 48°23′06,56″N 22°48′01,72″E/48,385156 22,800478 nadajnik 48°23′18,41″N 22°47′37,71″E/48,388447 22,793808 odbiornik     | Dariał-UM  |
| RO-7              | Qəbələ, Azerbejdżan               | 40°52′16,62″N 47°48′32,25″E/40,871283 47,808958 nadajnik 40°52′04,54″N 47°47′44,60″E/40,867928 47,795722 odbiornik     | Dariał     |
| RO-30             | Peczora, Rosja                    | 65°12′36,59″N 57°17′43,38″E/65,210164 57,295383 nadajnik 65°12′36,55″N 57°16′34,68″E/65,210153 57,276300 odbiornik     | Dariał     |
| OS-1              | Usole Syberyjskie-7, Rosja        | 52°51′20,11″N 103°13′53,94″E/52,855586 103,231650 nadajnik 52°51′42,02″N 103°14′20,49″E/52,861672 103,239025 odbiornik | Dariał-U   |
| OS-2              | Bałchasz-9, Kazachstan            | 46°35′19,48″N 74°27′59,19″E/46,588744 74,466442 nadajnik 46°36′02,70″N 74°29′51,67″E/46,600750 74,497686 odbiornik     | Dariał-U   |
| OS-3              | Jenisejsk-15, Rosja               | 57°52′05,67″N 93°07′07,26″E/57,868242 93,118683 nadajnik 57°52′24,22″N 93°06′28,09″E/57,873394 93,107803 odbiornik     | Dariał-U   |